# 파가네세 칼초 1926
파가네세 칼초 1926(Paganese Calcio 1926)는 캄파니아주 파가니를 연고로 하는 이탈리아의 축구팀이다. 현재 세리에 C에 참가중이다.

## 역사
팀은 1926년에 창단되었다. 파가네세는 1978년에 안글로이탈리안 컵에 참가하여 1승 3패의 성적을 거뒀다.
팀은 2005-06 시즌 세리에 D/H를 우승하여 2006-07 시즌 세리에 C2로의 승격을 하였다. 2006-07 시즌 세리에 C2 승격 플레이오프에서 SPAL과 레자나를 이긴뒤에 연속으로 승격을 이뤘다. 파가네세는 2007-08 시즌 세리에 C1으로 승격하였고, 이는 1979년 이후 처음으로 세리에 C1에 모습을 보인 것이였다.
2010-11 시즌 레가 프로 프리마 디비시오네가 끝나고 팀은 레가 프로 세콘다 디비시오네로 강등이 되었다. 2011-12 시즌에 파가네세는 최종 승격 플레이오프에서 키에티를 도합 2:0으로 이기고 곧바로 레가 프로 세콘다 디비시오네로 복귀하였다.

## 선수 명단

### 현역
참고: FIFA 자격 규정에 따라 소속된 국가대표팀 국기를 표시합니다. 선수는 복수의 FIFA 비회원국 국적을 가지고 있을 수 있습니다.
| 번호 | 포지션 | 국적 | 이름 |
| ---- | ------ | ---- | ---- |

| 번호 | 포지션 | 국적 | 이름 |
| ---- | ------ | ---- | ---- |